# Phượng Tường
Phượng Tường  (tiếng Trung: 凤翔区, Hán Việt: Phượng/Phụng Tường khu) là một quận thuộc địa cấp thị Bảo Kê (宝鸡市), tỉnh Thiểm Tây, Cộng hòa Nhân dân Trung Hoa. Quận này này có diện tích 1179 km2, dân số là 510.000 người, mã bưu chính 721400, quận lỵ đóng tại trấn Thành Quan. Quận Phượng Tường được chia thành các đơn vị hành chính gồm 12 trấn, 5 hương. 